# Rio Salinas (Califórnia)
O rio Salinas (Rumsen: ua kot taiauačorx) é o rio mais longo da região do Vale Central da Califórnia, com 282 km de extensão e uma bacia hidrográfica de 10.800 km2. Ele corre na direção norte-noroeste e drena o Vale do Salinas, que atravessa as Montanhas Costeira da Califórnia Central, ao sul da Baía de Monterey. O rio nasce no sul do condado de San Luis Obispo, com origem nas colinas Los Machos da Floresta Nacional Los Padres. A partir daí, o rio corre para o norte em direção ao condado de Monterey, desaguando na baía de Monterey. O rio é um corredor de vida selvagem e fornece a principal fonte de água de seus reservatórios e afluentes para as fazendas e vinhedos do vale.